# Negawatt
Il negawatt è un'unità di misura che quantifica la potenza risparmiata in un processo grazie ad una tecnologia o ad un comportamento (corrisponde "in negativo" al watt). Il concetto di negawatt è dovuto ad Amory Lovins, fondatore del Rocky Mountain Institute, il quale immaginò una nuova tipologia di mercato che riducesse lo scarto fra il costo di produzione e quello sostenuto per risparmiare una certa quantità d'energia.

## Definizione
Il negawatt è una unità di misura teorica della potenza e rappresenta l'energia risparmiata nell'unità di tempo. In altre parole, il concetto di negawatt serve a misurare la potenza non usata in un determinato processo.
L'uso del negawatt costituisce una forma di incoraggiamento per motivare i consumatori a risparmiare energia. Amory Lovins considera il concetto di risparmio "un cambiamento del comportamento basato sull'atteggiamento 'fare meno per consumare meno'". Egli opera, altresì, una distinzione tra risparmio ed efficienza, definendo la seconda come "l'applicazione di tecnologie e buone pratiche per eliminare gli sprechi, basandosi sull'atteggiamento 'fare lo stesso o di più con meno'".
I negawatt potranno essere misurati in futuro con l'ausilio di grid systems, contatori intelligenti e altri sistemi di monitoraggio. Tuttavia, per ora, i negawatt non possono essere misurati in maniera precisa, ma solo stimati adoperando la serie storica dei consumi energetici.

## Ambiti del negawatt
I negawatt possono essere "prodotti": migliorando la coibentazione e l'efficienza energetica degli edifici; mediante una regolazione corretta degli impianti di riscaldamento e dei condizionatori d'aria; costruendo case passive; incentivando il car sharing e il car pooling; rilocalizzando le filiere produttive; preferendo i trasporti su rotaia rispetto a quelli su ruota; incoraggiando l'uso dei mezzi di trasporto pubblico.